# جوزيف إل. ريد
جوزيف إل. ريد (بالإنجليزية: Joseph L. Reid)‏ هو عالم محيطات أمريكي، ولد في 2 فبراير 1923 في فرانكلين في الولايات المتحدة، وتوفي في 2 أبريل 2015 في ديل مار في الولايات المتحدة.